# Amor Vincit Omnia
Amor Vincit Omnia (em português:  O Amor Conquista Tudo, às vezes referido também como O Amor Vitorioso) é um quadro realizado entre 1601–1602 pelo pintor barroco Caravaggio.
O quadro mostra o Amor, o Cupido da mitologia romana, vestindo escuras asas de águia, semi-sentado ou descendo do que parece ser uma mesa. Espalhados estão todos os esforços do homem — violino e alaúde, armaduras, bússolas, caneta, um manuscrito, um louro, etc. Seu título deve-se a um verso da Éclogas de Virgílio, X.69: "Omnia Vincit Amor et nos cedamus amori" ("O amor vence tudo, vamos todos ceder ao amor!"). "O personagem do Amor Vitorioso não sente culpa, nem medo, nem vergonha, nada reprime seu prazer, mas da mesma maneira não tem malícia, nem luxúria. É de nos questionarmos resquícios de nenhum dogma católico presente nesta face. Seu rosto expressa um instante inumano, vence a tudo e nos cativa. A pintura do Amor Vitorioso figura imersa na cosmogonia da Reforma e, certamente, este anjo cupido não estaria se sentindo tão bem se não estivesse libertando-se dos grilhões que o aprisionavam e da couraça da censura e do temor da heresia. Da mesma maneira, podemos dizer que ele não é um anjo decaído, muito menos pecador, e Caravaggio não quis que ele o fosse como o próprio nome da tela diz “O Amor vence tudo”, “O Amor triunfante”, “O triunfo do Amor”. Sua representação mostra-o sorrindo e vencedor, sem o peso carregado pelos anjos decaídos e pelas figuras demonológicas pintadas na Cultura Artística medieval, tenebrista e maneirista. Talvez, por isso, esteja mais próxima do Renascimento, embora seja classificada e figure para os estudiosos como do Barroco. O Amor Vitorioso “Seduz a todo mundo. Expõe um jovenzinho como objeto de desejo – o jovem precisamente expõe-se. [...] O menino é real, feliz, confiante, ele próprio. [...] aqui há sexo sem nenhuma culpa” (tradução livre; 2005, p. 213). Observem que quando o anjo cupido segura o arco e flechas, um fio solto escapole no ar: trata-se da corda do arco que se desprendeu, restando-nos comprovar que o cupido está, momentaneamente, destituído de sua tarefa, num instante de descuido, de brincadeira, de gozo e, ao mesmo tempo, em convite ao hedonismo e à pureza. É a pintura do “instante” tão presente no trabalho de Caravaggio, como é o caso da tela Menino mordido por um lagarto, de 1593, cujo modelo se assemelha bastante com o modelo de Amor Vitorioso." 